# Миаргирит
Миаргири́т (англ. Miargyrite, от др.-греч. μείου, меньше и др.-греч. ἄργυρος, серебро), также серебряно-сурьмяный блеск, сурьмяно-серебряная обманка, серебряная красная руда, а также рубиновая или гранатовая обманка — редкий рудный минерал серебра, относится к подклассу сложных сульфидов, состоит из сульфоантимонита серебра, идеальная формула AgSbS2. Встречается в виде несовершенных кристаллов блочного строения, часто зональных, чёрного цвета с металловидно-алмазным блеском и характерными тёмно-красными внутренними рефлексами, напоминающими тёмные гранаты.
Миаргирит — моноклинный аналог кубического AgSbS2 (кубоаргирита) или триклинного AgSbS2 (баумстаркита). Агрегаты миаргирита зернистые, плотные, минерал почти непрозрачный, очень хрупкий, легко рассыпается в порошок. Хорошо образованные кристаллы попадаются очень редко, чаще встречаются пластинчатые или игольчатые разности.

## История открытия и название
Впервые минерал был установлен в 1824 году Фридрихом Моосом в местонахождении, до сих пор имеющем статус типового — руднике «Новая Божия Надежда» (нем. Neue Hoffnung Gottes) в Браунсдорфе (близ Фрайберга), ныне район Обершёна в Саксонии. Новый минерал Моос сумел выделить из тесного сращения с красной серебряной рудой, носившей в то время название рубиновой обманки (сегодня пираргирит). По этой причине при первом описании минерал получил название гемипризматическая рубиновая обманка.
Своё современное название миаргирит получил пятью годами позже от Генриха Розе, который первым исследовал его более подробно, сделал химический анализ и оставил обстоятельное описание. Новое название Розе составил из двух греческих слов argyros (серебро) и meion (меньше), руководствуясь простым сравнением с близкородственным минералом: миаргирит содержит ощутимо меньше серебра (по весу), чем пираргирит.
По устаревшей восьмой редакции классификации минералов Штрунца миаргирит был отнесён к минеральному классу «сульфидов и сульфосолей», а внутри него — к разделу «сульфидов с <равным мольным соотношением> м(еталла) к с(ере) = 1:1», где на основании химического анализа была образована совместная с шапбахитом группа, куда были также включены такие минералы как арамайоит, матильдит и волынскит.
В аффилированном с частными и музейными коллекционерами каталоге минералов Стефана Вайса, который в целом придерживается старой классификации Карла Гуго Штрунца, минерал были отнесён к разделу «сульфиды с мольным соотношением металлов к сере, селену или теллуру ≈ 1:1». В новой классификации, в очередной раз пересмотренной и обновлённой в 2018 году, миаргирит вместе с арамайоитом, баумстаркитом, богдановитом, кубоаргиритом, матильдитом, шапбахитом и волынскитом был выделен в отдельную группу без имени.

## Свойства
Миаргирит встречается в виде мелких несовершенных кристаллов блочного строения, часто зональных. Преобладающий цвет — чёрный, хотя чаще всего минерал производит впечатление ярко-металлоидного: от серо-стального до железо-чёрного. Для миаргирита характерны тёмно-красные внутренние рефлексы, иногда (в отличие от пираргирита) имеющие голубоватый оттенок, однако установить их удаётся далеко не во всех случаях: минерал непрозрачен. По своим оптическим свойствам миаргирит в целом близок к пираргириту, отличаясь от него более высокой отражательной способностью и очень слабым голубоватым рефлексом. Наблюдается сильная анизотропия. Миаргирит и пираргирит часто образуют срастания друг с другом.:46 В тех случаях, когда миаргирит встречается не в кристаллах, он очень трудно отличим от пираргирита, в таких случаях определение возможно только по результатам химического анализа, прежде всего, по соотношению между мышьяком и сурьмой.
Кристаллы миаргирита с косыми гранями нередко образуют хаотические срастания сферической формы размерами до нескольких сантиметров. Хорошо образованные кристаллы крайне редки, по форме они, как правило, пластинчатые, изометрические или игольчатые (последнее реже). Агрегаты зернистые, плотные. Очень хрупок, легко рассыпается в порошок. В частых случаях ассоциации с пираргиритом границы срастаний довольно ровные и вопрос о возрастных и генетических взаимоотношениях этих минералов решается в достаточной степени условно.:46 Под паяльной трубкой на угле миаргирит легко сплавляется в серый шарик, в окислительном пламени даёт королёк серебра. С азотной кислотой мираргирит вступает в реакцию с выпадением осадка серы и Sb2O3. В растворе остаётся азотнокислое серебро.

## Генезис и месторождения

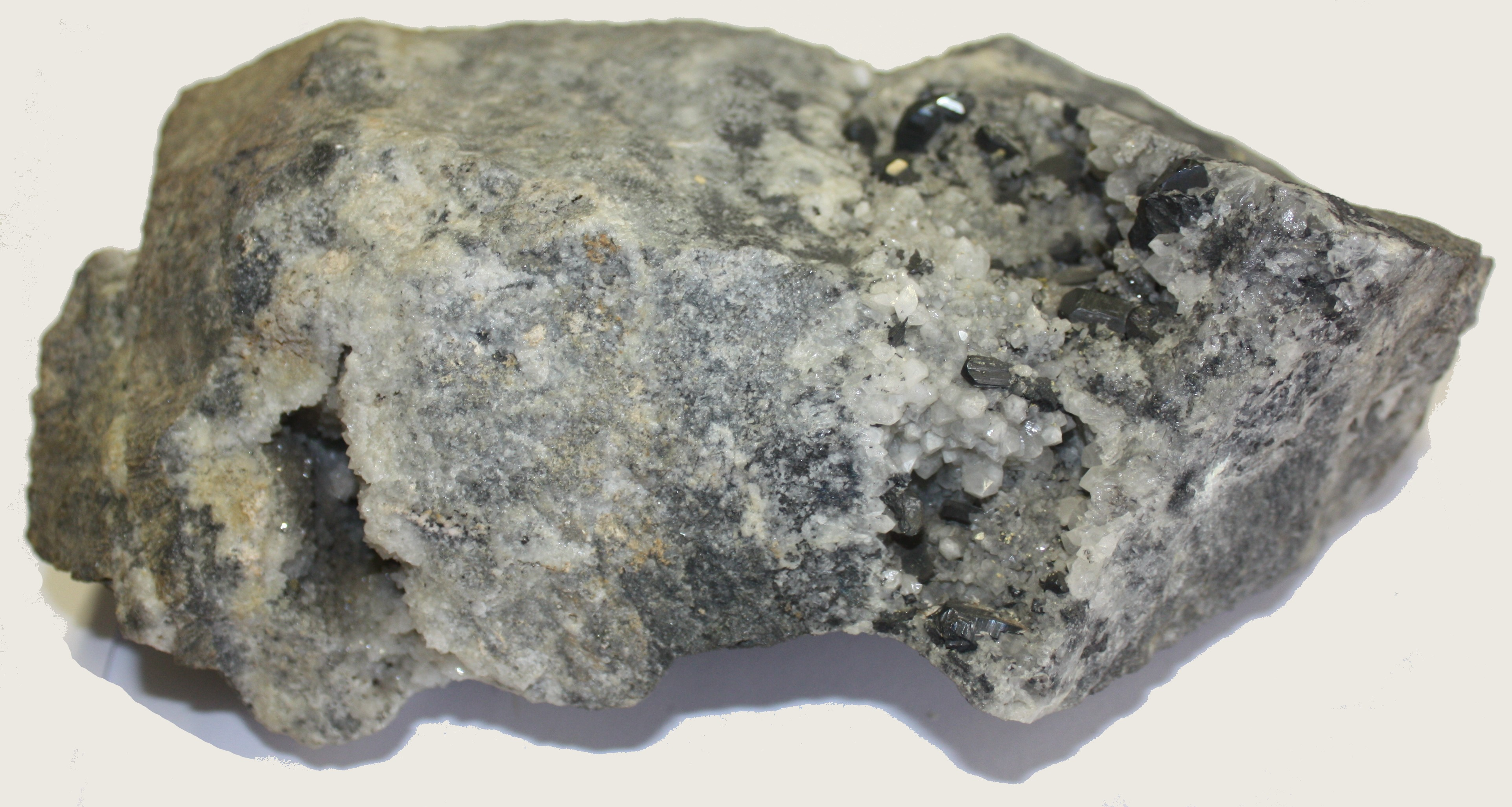
Миаргирит, мелкие кристаллы на кварце
(типовое месторождение Браунсдорф)

Миаргирит — типичный низкотемпературно-гидротермальный минерал, он образуется серебрянорудных жилах, прежде всего, в зоне цементации.:27 Чаще всего отнаружения происходят в гидротермальных жилах, где он чаще всего находится в ассоциации с генетически близкими или родственными минералами: самородным мышьяком, пираргиритом, полибазитом, стефанитом, фрейбергитом, пруститом, галенитом, сфалеритом, кварцем или баритом.
Миаргирит — относительно редкий и некрупный минерал, в целом он не слишком широко распространён, однако во многих местах может встречаться довольно часто, хотя и в небольших количествах. На данный момент по состоянию на 2023 год во всем мире зарегистрировано почти 350 подтверждённых местоположений миаргирита.
Миаргирит установлен во многих месторождениях и рудниках, но как правило — лишь в небольших количествах. В качестве основной руды встречается очень редко. Среди известных месторождений Гарц (Германия), Пршибрам и Тршебско (Чехия), Бая-Сприе (Румыния), Иенделаэнсина (Испания), Алтай (Россия), Раджастхан (Индия), Брендивайн-Крик (Канада), также установлены несколько рудников в американских штатах Айдахо и Калифорния. На территории Мексики миаргирит встречается близ Реал-де-Каторсе и Сомбререте, а в Южной Америке установлен в Копьяпо и Уантаджая (Чили), Колкечака и Серро-Рико (Боливия), а также Уанкавелика и Хулкани (Перу). На некоторых серебро-свинцовых месторождениях Якутии миаргирит даже преобладает над пираргиритом, являясь одним из главных рудных минералов.:148
В достаточном количестве или в смеси с другими минералами (пруститом, пираргиритом и стефанитом) миаргирит представляет собой традиционную серебряную руду.